# MiR-122

miR-122（英語：miR-122 microRNA）是一個miRNA，在脊椎动物中保守，但不存在无脊椎动物基因组中，且无旁系同源物。miR-122在肝脏中高表达，可调节脂肪酸代謝，也与肝細胞癌和丙型肝炎病毒复制有关。

## 表現與調控
miR-122於2002年克隆小鼠組織特異性miRNA的研究中發現，僅在肝臟細胞中表現，後續實驗在斑馬魚中也發現此miRNA於肝臟細胞中特異性地表現。miR-122的表現在胚胎發育的過程中逐漸增加，成年人肝臟中有高達72%的miRNA為miR-122，為人體所有組織中表現量最大的miRNA。人類的miR-122由18號染色體上的單一基因座編碼，該基因座可轉錄產生miR-122的前驅物pri-miR-122（如右圖所示），過程受HNF4A蛋白調控；pri-miR-122可再被若干RNA酶切割產生長22nt的成熟miR-122。成熟的miR-122之3′端會由GLD-2聚合酶加上一個A，可提升此miRNA的穩定度。
有研究顯示miR-122的表現也受晝夜節律蛋白Rev-ErbA alpha調控，因此其表現可能隨生理時鐘變化，且此miRNA也可調控PPARβ/δ等數個晝夜節律蛋白之mRNA的基因表現。

## 標的
miR-122可與許多mRNA結合以調控其基因表現，例如它可與CAT-1mRNA的3'UTR結合以抑制其轉譯，並使該mRNA被送入處理小體中；而當細胞面臨特定逆境時，有另一蛋白HuR會從細胞核移至細胞質中，此蛋白也可與CAT-1之mRNA的3'UTR結合，可將該mRNA自處理小體中釋出，並恢復其轉譯，解除miR-122的抑制效果。
miR-122的標的mRNA還有CD320、ALDOA與BCKDK等（給小鼠施予miR-122的抑制劑後，以mRNA微陣列的實驗分析發現），此miRNA控制許多和脂肪酸代謝相關的基因表現，受抑制劑抑制後會降低小鼠的血脂含量、促進肝臟代謝脂肪酸、並抑制肝臟合成脂肪酸和膽固醇，但具體機制尚未被完整闡明。此外miR-122的標的mRNA還有HJV與HFE等與鐵代謝相關的基因，以及SIRT6等與心血管疾病相關的基因。
許多研究亦指出miR-122可調控許多參與干擾素（IFN）反應途徑的基因，活化干擾素反應，增強抗病毒基因的表現。有細胞實驗結果顯示miR-122過表達的細胞抗RNA病毒的干擾素等先天免疫反應較強。
肝細胞癌患者肝細胞中的miR-122表現量經常較未患病者低，且低miR-122表現與較差的預後呈正相關。細胞實驗顯示miR-122屬於腫瘤抑制基因，其表現可抑制癌變，並增強索拉非尼與阿黴素等化療藥物的療效。已知ADAM10、IGF-1R、CCNG1與ADAM17等miR-122的標的基因都與肝細胞的癌變有關。

### 調控C型肝炎病毒
C型肝炎病毒在肝細胞中的複製仰賴miR-122，miR-122可與C型肝炎病毒RNA5′端兩個相鄰的位點結合，這兩個位點在不同基因型的C型肝炎病毒中均高度保守。miRNA的功能一般為抑制基因表現，miR-122促進C型肝炎病毒基因表現的機制尚不完全明朗，它可促進C型肝炎病毒RNA的轉譯，例如近期研究發現miR-122結合C型肝炎病毒RNA後可能改變其二級結構，生成內部核糖體進入位點（IRES）而提升轉譯，此外可能還有其他機制參與促進病毒的複製。miR-122促進C型肝炎病毒RNA表現的機制應需AGO蛋白的參與（但miR-122表現量夠高時可能不需），DDX6等其他miRISC複合體的組成蛋白則非必須。
Peginterferon alfa-2a與利巴韋林等現有治療C型肝炎病毒的藥物療效有限且副作用強，miR-122抑制劑為一種具潛力的藥物，即以與miR-122互補的核酸和其結合以抑制其功能，但因低miR-122與肝細胞癌正相關，此類藥物需經謹慎測試，且不應長期施用。丹麥製藥公司Santaris Pharma開發中的抗C型肝炎病毒藥物Miravirsen即為與miR-122互補的鎖核酸。

## 生物標記
miR-122被用作許多肝病的生物標記，血液中miR-122的含量可作為病毒、酒精或藥物性的肝臟損傷以及肝臟移植後發生排斥的指標，其含量改變可能比轉氨酶含量的改變更早發生，因此可用作肝臟損傷的早期指標。此外miR-122還可用作纖維化、高血壓、動脈粥狀硬化等心血管疾病的早期指標。